# Tenuiballus
Tenuiballus Azarkina & Haddad, 2020 è un genere di ragni appartenente alla famiglia Salticidae.

## Distribuzione
Le 2 specie sono state reperite in Sudafrica.

## Tassonomia
Per la descrizione delle caratteristiche di questo genere sono stati esaminati gli esemplari tipo di T. minor Azarkina & Haddad, 2020.
Non sono stati esaminati esemplari di questo genere dal 2020.
Attualmente, a gennaio 2022, si compone di 2 specie:
- Tenuiballus coronatus (Azarkina & Haddad, 2020) — Sudafrica
- Tenuiballus minor Azarkina & Haddad, 2020[2] — Sudafrica